# Джаафар ібн Яг'я Бармакі
Джаафар ібн Яг'я Бармакі (767—803) — значний державний діяч Багдадського халіфату часів Аббасидів. Походив з родини Бармакидів.

## Життєпис

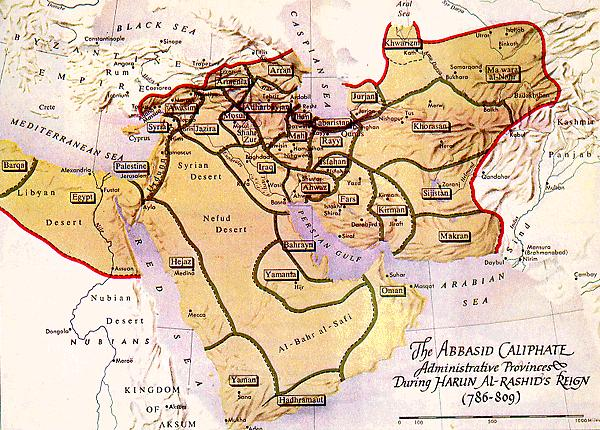
Багдадський халіфат часів Джаафара ібн Яг'я Бармакі

Завдячує своїй кар'єрі високому становищу свого батька, Яг'ї ібн Халіда, великого везира часів Гарун ар-Рашида. У 786  році розпочав свою діяльність на державних посадах. Цьому також сприяли особливі відносини з халіфом Гаруном. Їх навіть підозрювали в інтимних стосунках. Він отримує від халіфа почесну посаду надима (співрозмовника, друга). Ім'я Джаафара карбувалося на монетах поряд з ім'ям Гаруна ар-Рашида. 

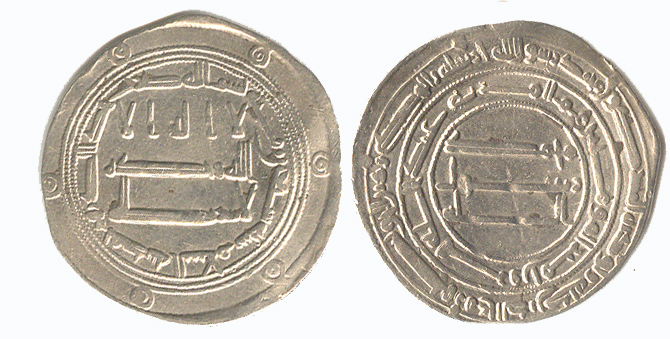
Срібний дирхем Гаруна ар-Рашида

У 792 році Джаафар стає намісником Єгипту, Палестини й Сирії. Проте він залишався поряд з халіфом у Багдаді. 796 року спалахнуло повстання проти Аббасидів у Сирії. На деякий час Джаафар залишив столицю, щоб придушити це повстання. В цьому ж році стає намісником Хорасану. У 797 році на час перебування його батька Яг'ї з паломництвом у місті Мекка Джаафар разом з братом Фадлом виконували обов'язки великого везира. В цей же час Джаафара призначають головою охорони халіфа та керівником монетного двору. У 798 році Джаафар ібн Яг'я Бармакі стає наставником сина Гаруна, Аль-Мамуна, майбутнього халіфа. Водночас Джаафар багато зробив для розвитку наукового й культурного життя Багдаду. Він долучав до столиці вчених із Візантії, Гудишапурської академії, замовив переклади численної літератури з перської на арабську мову. З 800 року Джаафар організує виробництво паперу замість пергаменту, який використовувався до того. Спеціалісти з виробництва паперу були захоплені після битви при Таласі з китаяцями. Крім того, Джаафар займався розвитком астрології. Завдяки Джаафару у моду увійшли високі комірці.
Проте, в ніч з 28 на 29 січня 803 року Гарун ар-Рашид наказав схопити й стратити Джаафара ібн Яг'ю. За однією версією Гарун дізнався про зв'язок Джаафара з його сестрою Аббасою, від якої Джаафар мав двох дітей. Потім Аббасу та її дітей закопали в землю живцем. За іншою версією, це було лише приводом, щоб позбутися опіки могутньої династії Бармакидів.
Джаафар ібн Яг'я Бармакі є героєм декількох казкових історій зі збірки Казки тисяча і однієї ночі.